# Katrine Fruelund
Katrine Fruelund (Randers, 12 luglio 1978) è un'ex pallamanista danese.
Con la maglia della nazionale danese ha vinto l'oro olimpico ai Giochi di Sydney 2000 e ai Giochi di Atene 2004.

## Palmarès

### Giocatrice

#### Club
- EHF Cup: 2

Viborg: 2003-2004
Randers: 2009-2010
- Campionato danese: 5

Viborg: 2000, 2001, 2002, 2004
Randers: 2012
- Coppa di Danimarca: 1

Viborg: 2003
- Campionato tedesco: 1

HC Leipzig: 2005-2006
- Coppa di Germania: 1

HC Leipzig: 2005-2006

#### Nazionale
- Oro olimpico: 2

Sydney 2000
Atene 2004
- Campionato europeo

 Oro: Danimarca 2002
 Argento: Paesi Bassi 1998

### Individuale
- Migliore terzino sinistro ai Giochi olimpici: 1[1]

Atene 2004
- Miglior giocatrice del campionato danese: 1

2000